# Kladovo
Kladovo (em cirílico:Кладово) é uma vila e um município da Sérvia localizada no distrito de Bor, na região de Ključ. A sua população era de 9111 habitantes segundo o censo de 2002.

## Demografia
| 1948  | 1953  | 1961  | 1971  | 1981  | 1991  | 2002  |
| ----- | ----- | ----- | ----- | ----- | ----- | ----- |
| 2 218 | 2 336 | 2 683 | 6 957 | 8 325 | 9 626 | 9 142 |